# Elecciones municipales de Maipú de 2023
Las elecciones en el departamento de Maipú de 2023 tuvieron lugar el 3 de septiembre de dicho año, desdoblándose de las elecciones provinciales. En dicha elección se eligieron intendente municipal y la mitad de los concejales.
Las candidaturas oficiales se definieron en las elecciones primarias, abiertas, simultáneas y obligatorias (PASO) que tuvieron lugar el 30 de abril. El intendente en funciones, Matías Stevanato, fue reelecto en el cargo.

## Candidaturas

### Declaradas

#### Frente Elegí Maipú Crece
- Matías Stevanato (Partido Justicialista), intendente en funciones.[2][3][4]
- Cristian Trentacosta (Partido Justicialista).[5]

#### Cambia Mendoza
- Gabriel Careddu (+República), presidente de la Cámara de las Pastas de Mendoza.[6]
- Néstor Majul (Unión Cívica Radical), subsecretario de seguridad de Mendoza.[7][4]
- Mauricio Pinti Clop (Unión Cívica Radical), concejal.[6]

#### Frente Libertario, Demócrata y Jubilados
- Alberto Chiaracani (Partido de los Jubilados).[6]
- Claudia Córdoba (Partido Demócrata), docente.[6]

#### FIT-U
- Nicolás Cortez (Partido Obrero), médico.[6]
- Virginia Pescarmona (Partido de los Trabajadores Socialistas), docente.[6]

#### Partido Verde
- Juan Carlos Albornoz (Partido Verde), comerciante.[6]
- Valeria Giménez (Partido Verde), exconcejal.[6]

#### Participar
- Alberto Bertón (Partido Cívico Independiente por Argentina).[5]

### Descartadas
- Sergio Dragoni (Unión Cívica Radical), concejal.[2]
- Daniel Guerrero (Unión Cívica Radical), empresario.
- Gabriel López (Unión Cívica Radical), concejal[8]
- Duilio Pezzutti (Partido Justicialista), diputado provincial.[9]
- Mercedes Rus (Unión Cívica Radical), senadora provincial.[2]
- Mariano Suárez (Unión Cívica Radical), director de OSEP Maipú.[2]

## Sondeos
| Fecha                    | Fuente                 |       |       |      | Otros | Blanco | Indecisos | Ventaja |
| ------------------------ | ---------------------- | ----- | ----- | ---- | ----- | ------ | --------- | ------- |
| Fecha                    | Fuente                 |       |       |      | Otros | Blanco | Indecisos | Ventaja |
|                          |                        |       |       |      |       |        |           |         |
| 3 de septiembre de 2023  | Elecciones generales   | 50,99 | 28,40 | 2,40 | 13,55 | 1,55   | -         | 22,59   |
|                          |                        |       |       |      |       |        |           |         |
| 17-21 de agosto de 2023  | Fe Consultores         | 52    | 15    | 3    | 13    | -      | 17        | 37      |
| 15 de agosto de 2023     | Cabrera Hintze         | 51    | 30    | 2    | 15    | 2      | -         | 21      |
| 30 de mayo de 2023       | Cabrera Hintze         | 51    | 25    | 1    | 9     | 3      | 11        | 26      |
|                          |                        |       |       |      |       |        |           |         |
| 30 de abril de 2023      | Elecciones primarias   | 47,46 | 28,24 | 2,91 | 8,70  | 3,25   | -         | 19,22   |
|                          |                        |       |       |      |       |        |           |         |
| 25 de abril de 2023      | Cabrera Hintze         | 46    | 30    | 2    | 7     | 5      | 10        | 16      |
| 23 de abril de 2023      | Grupo Impacto          | 57    | 17    | 5    | 13    | 8      | 8         | 40      |
| 20 de marzo de 2023      | Cabrera Hintze         | 42    | 25    | 1    | 11    | 6      | 15        | 17      |
|                          |                        |       |       |      |       |        |           |         |
| 29 de septiembre de 2019 | Elecciones municipales | 46,19 | 39,31 | 3,90 | 10,60 | 4,08   | -         | 6,88    |

## Resultados

### Elecciones primarias
Las elecciones primarias, abiertas, simultáneas y obligatorias (PASO) tuvieron lugar el 30 de abril de 2023. Se presentaron doce precandidatos a la intendencia por seis espacios políticos distintos. Para pasar a la elección general, es requisito sacar más del 3% de los votos, además de ganar la interna del partido al que se representa.
|  | 98,48 % |

|  | 54,35 % |

|  | 1,52 % |

|  | 54,94 % |

|  | 32,34 % |

|  | 37,53 % |

|  | 7,53 % |

|  | 75,33 % |

|  | 6,56 % |

|  | 24,67 % |

|  | 58,78 % |

|  | 3,34 % |

|  | 41,22 % |

|  | 72,33 % |

|  | 2,49 % |

|  | 27,67 % |

|  | 0,92 % |

|  | 87,31 % |

|  | 3,25 % |

|  | 8,64 % |

|  | 0,83 % |

|  | 62,30 % |

|  | 100 % |

|  | 99,55 % |

### Elecciones generales

#### Intendente
|  | 50,99 % |

|  | 28,40 % |

|  | 13,55 % |

|  | 2,40 % |

|  | 95,34 % |

|  | 1,55 % |

|  | 2,96 % |

|  | 0,14 % |

|  | 62,75 % |

|  | 100 % |

#### Concejales
|  | 42,60 % |

|  | 26,43 % |

|  | 13,80 % |

|  | 2,72 % |

|  | 85,55 % |

|  | 11,50 % |

|  | 2,79 % |

|  | 0,17 % |

|  | 62,56 % |

|  | 100 % |